# Весільна обрядовість
Весільна обрядовість — це система драматично-ритуальних дій і пов´язаних із ними пісенно-поетичних текстів, що виконуються із нагоди шлюбу хлопця і дівчини як початку їх спільного життя з метою створення сім´ї. Весільна обрядовість має глибокі історичні корені та являє собою унікальне дійство що включає в себе елементи театральності. Як явище фольклору, воно містить у собі величезний потенціал народу, відбиваючи його менталітет і пріоритети. У характері української весільної обрядовості проявилися народна мораль, етичні норми, звичаєве право та певні світоглядні уявлення, що були сформовані протягом століть.
Традиційний український обряд весілля умовно поділяється на три цикли: передвесільний (початковий), власне весільний і після весільний. У свою чергу кожен з циклів складався із низки обрядів. Передвесільна обрядовість у себе включала: сватання, умовиш (умовляння), оглядини, заручини, бгання короваю та дівич-вечір. А власне весілля складалося із запросин, обдарування, посаду молодих, розплітання коси, розподілу (поділу) короваю, перевезення посагу, перезви та рядження. Після весільний цикл присвячувався вшануванню молодими батьків, а також прилученню невістки до родини чоловіка. Туди включалися обряди хлібин, свашин і гостин.